# Alexandru Dedu
Alexandru Mihai Dedu (n. 15 septembrie 1971, Ploiești, România) este un fost handbalist român care a făcut parte din lotul echipei naționale de handbal a României, care a ocupat locul opt la Barcelona 1992. Are de asemenea și prezențe la Campionatele Mondiale și Europene de handbal masculin. El a câștigat de trei ori Liga Campionilor EHF în carieră și de doi ori Supercupa Europei, și a jucat la cluburi de top, precum FC Barcelona Handbal. A jucat pe postul de pivot.
Din 10 februarie 2014 până în 2022 Dedu a fost președintele Federației Române de Handbal.

## Palmares
- Liga Națională:
  - Câștigător: 1991, 1994, 1996
- Liga ASOBAL:
  - Câștigător: 1997, 1998, 1999
- Prima Divizie de Handbal a Portugaliei:
  - Câștigător: 2002, 2003, 2004
- Liga Campionilor EHF:
  - Câștigător: 1997, 1998, 1999
- Supercupa EHF:
  - Câștigător: 1997–98, 1998–99